# 請你發現你的美
《請你發現你的美》（日语：きみのキレイに気づいておくれ）是日本搖滾樂團Sambomaster的第15張單曲。2010年12月1日由Sony Music Records發行。

## 概要
《請你發現你的美》是Sambomaster自從上一張單曲以來，相隔將近10個月發行的最新單曲。同名表題曲曾被富士電視台電視動畫《海月姬》選為片尾主題曲使用。不僅如此，期間生產限定盤的收錄了同名電視動畫的漫畫原作者東村明子繪製的鴨舌帽貼紙插圖。
《請你發現你的美》是由Sambomaster的吉他手近藤洋一獨奏和獨唱，另外唱歌之前會先打個招呼。至於B面歌曲完全收錄了從2010年秋天開始展開「10周年」的首日公演·下北澤劇院的現場演唱音源。

## 收錄歌曲
| 曲序 | 曲目                                                     | 时长 |
| ---- | -------------------------------------------------------- | ---- |
| 1.   | 請你發現你的美（富士電視台電視動畫《海月姬》片尾主題曲） | 3:46 |
| 2.   | Introduction                                             | 0:56 |
| 3.   |                                                          | 3:32 |
| 4.   | 殘像                                                     | 3:54 |
| 5.   |                                                          | 4:30 |
| 6.   | MC                                                       | 3:50 |
| 7.   | LOVE SONG                                                | 5:58 |
| 8.   |                                                          | 5:37 |
| 9.   |                                                          | 4:02 |

## 外部連結
- Sony Music官方網站的歌曲介紹頁面 （页面存档备份，存于） （日語）